# Joseph Leidy
Joseph Leidy (ur. 9 września 1823 w Filadelfii, zm. 30 kwietnia 1891 w Filadelfii) – amerykański paleontolog, anatom, parazytolog, geolog i botanik. Nazywany „ojcem amerykańskiej paleontologii kręgowców”.

## Życiorys
Urodził się 9 września 1823 w Filadelfii jako syn kapelusznika Phillipa Leidy'ego i Catherine Mellick. Matka Josepha zmarła jednak zanim skończył on dwa lata, więc był wychowywany przez Christianę Talianę Mellick, drugą żonę Philipa Leidy'ego, będącą równocześnie kuzynką Catherine Mellick. W młodości Joseph Leidy wykazywał talent do rysowania, jednak nie uchodził za wybitnego ucznia w Reverend William Mann's Classical Academy. Wolał realizować swoje zainteresowania związane ze zwierzętami, roślinami i minerałami w plenerze niż w klasie.
W 1840 rozpoczął studia medyczne pod kierunkiem dr. Jamesa McClintocka. Gdy McClintock wyjechał do Vermont w 1842, nauczycielem Leidy'ego został Paul B. Goddard z University of Pennsylvania. W 1844 roku, po trzech sesjach w Penn's Medical School, Leidy przedstawił swoją pracę „The Comparative Anatomy of the Eye of Vertebrated Animals”.
Niezwłocznie po ukończeniu szkoły w 1844 rozpoczął praktykę medycyny, zgodnie z żądaniem ojca. Jednakże jeszcze w tym samym roku znalazł możliwość dalszego rozwijania swoich zainteresowań medycznymi procedurami dochodzeniowymi i został asystentem Goddarda, a następnie asystował Williamowi Hornerowi, profesorowi anatomii w University of Pennsylvania w prosektorium. Leidy pracował również krótko w laboratorium chemicznym profesora Roberta Hare'a oraz z dr. Jamesem B. Rogersem we Franklin Institute. W 1845 sporządził rysunki ślimaków do książki o północnoamerykańskich mięczakach, napisanej przez Amosa Binneya pod redakcją Augustusa A. Golda. Publikacja książki w 1851 przyniosła mu natychmiastowe uznanie i członkostwo w Boston Society of Natural History and Philadelphia's Academy of Natural Sciences. W zaledwie trzy lata po uzyskaniu tytułu Doktora Medycyny Leidy całkowicie porzucił medyczną praktykę, by zająć się badaniem żywych organizmów.
Badał także skamieniałości odkryte na zachodzie Stanów Zjednoczonych i opisał wiele gatunków i rodzajów wymarłych zwierząt, takich jak m.in.: lew amerykański (Panthera atrox), Canis dirus, Hyracodon. Nadał również nazwę pierwszemu amerykańskiemu dinozaurowi – Hadrosaurus foulkii. Jeszcze przed publikacją Darwina O pochodzeniu gatunków Leidy opisał zjawisko wymierania gatunków, pojawiania się nowych oraz zmian zachodzących w obrębie jednego gatunku. Gdy Darwin opublikował swoje teorie: ewolucji i doboru naturalnego w 1859, Leidy szybko stał się jego zwolennikiem.
W 1853, po przejściu Williama Hornera na emeryturę, Leidy został profesorem anatomii na University of Pennsylvania. Funkcję tę sprawował przez kolejnych 38 lat. W 1871 ustanowił Wydział Historii Naturalnej w Swarthmore College i uczył tam do 1885, kiedy to założył Wydział Biologii w University of Pennsylvania. Od tego momentu aż do śmierci wykładał zarówno na University of Pennsylvania, jak i Swarthmore College. W 1885 został wybrany prezydentem Wagner Free Institute of Science of Philadelphia. Przez ostatnie sześć lat życia był nie tylko kuratorem Academy of Natural Sciences, ale również odpowiadał za rozwój i utrzymanie eksponatów związanych z historią naturalną w Wagner Institute i University of Pennsylvania. Został wybrany pierwszym prezydentem American Association of Anatomists w 1888 i 1889. Należał do ponad pięćdziesięciu stowarzyszeń, takich jak American Philosophical Society oraz College of Philadelphia. Otrzymał wiele medali i odznaczeń, m.in. medal Royal Microscopical Society oraz Medal Cuviera przyznawany przez Akademię Nauk w Paryżu.
W 1864 poślubił Annę, córkę Roberta Hardena z Louisville w stanie Kentucky. Adoptowali córkę Allie. Joseph Leidy zmarł 30 kwietnia 1891 w swoim domu w Filadelfii.